# Valle Lomellina
Valle Lomellina é uma comuna italiana da região da Lombardia, província de Pavia, com cerca de 2.229 habitantes. Estende-se por uma área de 27 km², tendo uma densidade populacional de 83 hab/km². Faz fronteira com Breme, Candia Lomellina, Cozzo, Sartirana Lomellina, Semiana, Velezzo Lomellina, Zeme.

## Demografia
| Variação demográfica do município entre 1861 e 2011                               |
|                                                                                   |
| Fonte: Istituto Nazionale di Statistica (ISTAT) - Elaboração gráfica da Wikipedia |